# Arissou Traoré
Arissou Traoré, né le 31 décembre 1984 est un footballeur semi-professionnel togolais qui joue comme attaquant pour l'ASD Chiampo. Il fait ses débuts à l'ASTogo port et à l'AS Douane. En 2012, alors qu'il jouait à Castelgomberto en Italie il est convoqué en équipe nationale, en tant qu'attaquant, pour un match amical entre le Togo et le Burkina Faso,.